# 11206 Bibee
11206 Bibee eller 1999 FR29 är en asteroid i huvudbältet som upptäcktes den 19 mars 1999 av LINEAR i Socorro County, New Mexico. Den är uppkallad efter Kristin Page Bibee.
Asteroiden har en diameter på ungefär 6 kilometer.